# 思茅山橙
思茅山橙（学名：Melodinus henryi）是夹竹桃科山橙属的植物。分布于泰国、缅甸以及中国大陆的云南等地，生长于海拔760米至2,800米的地区，多生于山地林中，目前尚未由人工引种栽培。

## 别名
岩山枝（贵州）

## 异名
- Melodinus henryi Craib